# Spezia Calcio 2022-2023
Questa voce raccoglie le informazioni riguardanti lo Spezia Calcio nelle competizioni ufficiali della stagione 2022-2023.

## Stagione
La stagione 2022-2023 è per i liguri la 3ª stagione consecutiva in massima serie; in panchina viene scelto l'ex Udinese Luca Gotti.  Dopo una partenza convincente, a causa di quattro vittorie, sei pareggi e undici sconfitte, alla ventiduesima giornata viene esonerato e rimpiazzato due giornate dopo da Leonardo Semplici. Il cambio guida si rivela tuttavia inutile così come la sessione di calciomercato invernale, tanto che con l'infortunio del capocannoniere Nzola gli aquilotti riescono soltanto a battere in casa propria le due milanesi, rimanendo però sopra ai rivali del Verona, unica superstite dopo la retrocessione aritmetica di Sampdoria e Cremonese. La goleada (0-4) incassata dal Torino (in occasione della quale i tifosi bersagliano di insulti razzisti l'allenatore granata Ivan Jurić) e la sconfitta in rimonta nell'Olimpico giallorosso all'ultima giornata (2-1), assieme al trionfo del Milan sul Verona (3-1) rinviano il verdetto allo spareggio sul neutro di Reggio Emilia, per parità di punti.
Obbligati a vincere per mantenere la categoria, gli spezzini vengono battuti dagli scaligeri per 1-3, con autogol e momentaneo pareggio di Ampadu e doppietta di Ngonge. Nel secondo tempo il capitano avversario Faraoni "para" una palla gol lasciando i bianconeri in superiorità numerica (11 contro 10) ma Nzola sbaglia il rigore; le diverse occasioni fallite dagli stessi e i molteplici interventi del portiere gialloblù Montipò condannano gli spezzini alla retrocessione in cadetteria dopo tre stagioni di massima serie.

## Divise e sponsor
Lo sponsor tecnico per la stagione 2022-2023 è Acerbis.
La maglia dello Spezia presenta come main sponsor Distretti Ecologici. Il secondo sponsor è la Regione Liguria che appone il suo marchio  lamialiguria, mentre il back sponsor è Recrowd.
La prima maglia è interamente bianca. Il fianco sinistro presenta una stampa embossate raffigurante il logo ASC. Il colletto, le maniche ed il fondo maglia presentano inserti neri.
La seconda maglia è interamente nera. Il colletto, le maniche ed il fondo maglia presentano inserti bianchi.
Su entrambe le maglie all'altezza del petto, è presente lo stemma del titolo onorifico Alta Italia vinto dai VV.FF. Spezia nel 1944.
| Casa | Trasferta | Terza divisa |

## Organigramma societario
Area direttiva
- Presidente: Philip Raymond Platek Jr.
- Consiglio di Amministrazione: Philip Raymond Platek Jr., Amanda Marie Platek, Caroline Aurora Platek, Robert Michael Platek
- Amministratore Delegato: Nicolò Peri, Nishant Tella
- Società di revisione: Baker Tilly Revisa
- Chief Football Operations Officer: Eduardo Macia
- Segretario Sportivo: Carmine Anzivino
- Addetto Arbitro: Luca Maggiani
- Responsabile Tecnico Scuola Calcio: Nicola Padoin
- Responsabile Attività di base: Paolo Rovani
- Direzione Organizzativa: Pierfrancesco Visci
- Responsabile Infrastrutture: Riccardo Lazzini
- Progetto etico e SLO: Luca Maggiani

Area amministrativa
- Responsabile amministrativo, finanza e controllo: Nicolò Peri

Area comunicazione e marketing
- Responsabile Comunicazione e Ufficio Stampa: Gianluca Parenti
- Responsabile Ufficio Marketing e Commerciale: Lorenzo Ferretti

Area tecnica
- Allenatore: Luca Gotti
- Vice Allenatore: Stefano Daniel
- Collaboratori tecnici: Claudio Terzi
- Preparatori atletici: Simone Lorieri, Luca Picasso
- Osservatori: Flavio Augusto Francisco Garcia

Area sanitaria
- Responsabile Sanitario: Vincenzo Salini

## Rosa
Aggiornata al 21 gennaio 2023.
| N. |                        | Ruolo | Calciatore                |
| -- | ---------------------- | ----- | ------------------------- |
| 1  | Paesi Bassi (bandiera) | P     | Jeroen Zoet               |
| 2  | Svezia (bandiera)      | D     | Emil Holm                 |
| 4  | Galles (bandiera)      | D     | Ethan Ampadu              |
| 6  | Marocco (bandiera)     | C     | Mehdi Bourabia            |
| 7  | Italia (bandiera)      | C     | Jacopo Sala               |
| 8  | Svezia (bandiera)      | C     | Albin Ekdal               |
| 9  | Slovacchia (bandiera)  | A     | Samuel Mráz               |
| 10 | Italia (bandiera)      | A     | Daniele Verde             |
| 11 | Ghana (bandiera)       | A     | Emmanuel Gyasi (capitano) |
| 13 | Polonia (bandiera)     | D     | Arkadiusz Reca            |
| 14 | Uzbekistan (bandiera)  | A     | Eldor Shomurodov          |
| 15 | Bulgaria (bandiera)    | D     | Petko Hristov             |
| 16 | Danimarca (bandiera)   | D     | Julius Beck               |
| 17 | Israele (bandiera)     | A     | Suf Podgoreanu            |
| 18 | Angola (bandiera)      | A     | M'Bala Nzola              |
| 19 | Danimarca (bandiera)   | C     | Emil Kornvig              |
| 19 | Lettonia (bandiera)    | A     | Raimonds Krollis          |
| 20 | Italia (bandiera)      | C     | Simone Bastoni            |
| 21 | Spagna (bandiera)      | D     | Salvador Ferrer           |
| 22 | Francia (bandiera)     | A     | Janis Antiste             |
| 22 | Italia (bandiera)      | P     | Federico Marchetti        |
| 24 | Ucraina (bandiera)     | C     | Viktor Kovalenko          |

| N. |                                 | Ruolo | Calciatore              |
| -- | ------------------------------- | ----- | ----------------------- |
| 25 | Italia (bandiera)               | C     | Giulio Maggiore         |
| 25 | Italia (bandiera)               | C     | Salvatore Esposito      |
| 26 | Italia (bandiera)               | P     | Leonardo Dido           |
| 27 | Francia (bandiera)              | D     | Kelvin Amian            |
| 28 | Islanda (bandiera)              | C     | Mikael Egill Ellertsson |
| 29 | Italia (bandiera)               | D     | Mattia Caldara          |
| 30 | Italia (bandiera)               | A     | Daniel Maldini          |
| 31 | Svezia (bandiera)               | C     | Aimar Sher              |
| 33 | Colombia (bandiera)             | C     | Kevin Agudelo           |
| 39 | Francia (bandiera)              | C     | Aurélien Nguiamba       |
| 40 | Bosnia ed Erzegovina (bandiera) | P     | Petar Zovko             |
| 43 | Grecia (bandiera)               | D     | Dīmītrīs Nikolaou       |
| 44 | Slovacchia (bandiera)           | A     | Dávid Strelec           |
| 55 | Polonia (bandiera)              | D     | Przemysław Wiśniewski   |
| 69 | Polonia (bandiera)              | P     | Bartłomiej Drągowski    |
| 72 | Slovenia (bandiera)             | C     | Tio Cipot               |
| 77 | Italia (bandiera)               | D     | Nicolò Bertola          |
| 77 | Polonia (bandiera)              | C     | Szymon Żurkowski        |
| 80 | Italia (bandiera)               | C     | Niccolò Pietra          |
| 89 | Portogallo (bandiera)           | A     | Leandro Sanca           |
| 99 | Montenegro (bandiera)           | A     | Ognjen Stijepović       |

## Calciomercato

### Sessione estiva(dal 01/07 al 01/09)
| Acquisti         | Acquisti             | Acquisti          | Acquisti                         |
| R.               | Nome                 | da                | Modalità                         |
| ---------------- | -------------------- | ----------------- | -------------------------------- |
| P                | Bartłomiej Drągowski | Fiorentina        | definitivo                       |
| D                | Mattia Caldara       | Milan             | prestito con diritto di riscatto |
| D                | Elio Capradossi      | SPAL              | fine prestito                    |
| D                | Laurens Serpe        | Genoa             | definitivo                       |
| D                | Ethan Ampadu         | Chelsea           | prestito                         |
| C                | Albin Ekdal          | Sampdoria         | svincolato                       |
| C                | Viktor Kovalenko     | Atalanta          | prestito con obbligo di riscatto |
| A                | Daniel Maldini       | Milan             | prestito                         |
| D                | Luca Vignali         | Como              | fine prestito                    |
| A                | Samuel Mráz          | Slovan Bratislava | fine prestito                    |
| Altre operazioni |                      |                   |                                  |
| R.               | Nome                 | da                | Modalità                         |
| D                | Lorenzo Colombini    | Giana Erminio     | fine prestito                    |
| D                | Emil Holm            | SønderjyskE       | fine prestito                    |
| C                | Matteo Figoli        | Carrarese         | fine prestito                    |
| C                | Emil Kornvig         | SønderjyskE       | fine prestito                    |
| A                | Kevin Agudelo        | Genoa             | definitivo                       |
| A                | Leandro Sanca        | Casa Pia          | fine prestito                    |
| A                | Ognjen Stijepović    | Pistoiese         | fine prestito                    |

| Cessioni         | Cessioni          | Cessioni     | Cessioni                         |
| R.               | Nome              | a            | Modalità                         |
| ---------------- | ----------------- | ------------ | -------------------------------- |
| P                | Ivan Provedel     | Lazio        | definitivo                       |
| D                | Martin Erlić      | Sassuolo     | fine prestito                    |
| D                | Laurens Serpe     | Imolese      | prestito                         |
| D                | Luca Vignali      | Como         | definitivo                       |
| C                | Giulio Maggiore   | Salernitana  | definitivo                       |
| C                | Viktor Kovalenko  | Atalanta     | fine prestito                    |
| A                | Janis Antiste     | Sassuolo     | prestito con obbligo di riscatto |
| A                | Ebrima Colley     | Atalanta     | fine prestito                    |
| A                | Rey Manaj         | Barcellona   | fine prestito                    |
| A                | Eddie Salcedo     | Inter        | fine prestito                    |
| A                | Léo Sena          |              | rescissione contruattale         |
| Altre operazioni |                   |              |                                  |
| R.               | Nome              | a            | Modalità                         |
| D                | Nicolò Bertola    | Montevarchi  | prestito                         |
| D                | Lorenzo Colombini | Renate       | prestito                         |
| D                | Gianluca Scremin  | Imolese      | definitivo                       |
| C                | Matteo Figoli     | Pergolettese | definitivo                       |
| C                | Emil Kornvig      | Cosenza      | prestito con diritto di riscatto |
| A                | Diego Zuppel      | Messina      | prestito                         |

### Sessione invernale(dal 02/01 al 31/01)
| Acquisti         | Acquisti              | Acquisti   | Acquisti                         |
| R.               | Nome                  | da         | Modalità                         |
| ---------------- | --------------------- | ---------- | -------------------------------- |
| P                | Federico Marchetti    |            | svincolato                       |
| D                | Przemysław Wiśniewski | Venezia    | definitivo                       |
| C                | Tio Cipot             | NŠ Mura    | definitivo (700 mila €)          |
| C                | Salvatore Esposito    | SPAL       | prestito con obbligo di riscatto |
| C                | Szymon Żurkowski      | Fiorentina | prestito con obbligo di riscatto |
| A                | Raimonds Krollis      | Valmiera   | definitivo                       |
| A                | Eldor Shomurodov      | Roma       | prestito                         |
| Altre operazioni |                       |            |                                  |
| R.               | Nome                  | da         | Modalità                         |

| Cessioni         | Cessioni                | Cessioni  | Cessioni                         |
| R.               | Nome                    | a         | Modalità                         |
| ---------------- | ----------------------- | --------- | -------------------------------- |
| D                | Petko Hristov           | Venezia   | prestito con obbligo di riscatto |
| C                | Mikael Egill Ellertsson | Venezia   | definitivo                       |
| C                | Leandro Sanca           | Famalicão | prestito con diritto di riscatto |
| Altre operazioni |                         |           |                                  |
| R.               | Nome                    | a         | Modalità                         |

## Risultati

### Serie A

#### Girone di andata
| Arbitro: | Chiffi (Padova) |

|           |           |  |
| Nzola 36’ | Marcatori |  |

| Arbitro: | Ghersini (Genova) |

|                                        |           |  |
| Martínez 35’ Çalhanoğlu 52’ Correa 82’ | Marcatori |  |

| Arbitro: | Cosso (Reggio Calabria) |

|                         |           |                            |
| Bastoni 30’ Nzola 45+4’ | Marcatori | 27’ Frattesi 50’ Pinamonti |

| Arbitro: | Colombo (Como) |

|                         |           |  |
| Vlahović 9’ Milik 90+2’ | Marcatori |  |

| Arbitro: | Giua (Olbia) |

|                                   |           |                    |
| Bastoni 45+2’ Schouten 54’ (aut.) | Marcatori | 7’, 64’ Arnautović |

| Arbitro: | Santoro (Messina) |

|               |           |  |
| Raspadori 89’ | Marcatori |  |

| Arbitro: | Sozza (Seregno) |

|                              |           |            |
| Murillo 12’ (aut.) Nzola 72’ | Marcatori | 11’ Sabiri |

| Arbitro: | Sacchi (Macerata) |

|                                                        |           |  |
| Zaccagni 12’ Romagnoli 24’ Milinković-Savić 61’, 90+1’ | Marcatori |  |

| Arbitro: | Perenzoni (Rovereto) |

|                      |           |  |
| Augusto 32’ Marí 63’ | Marcatori |  |

| Arbitro: | Manganiello (Pinerolo) |

|                    |           |                       |
| Nzola 19’ Holm 22’ | Marcatori | 2’ Dessers 52’ Pickel |

| Arbitro: | Chiffi (Padova) |

|               |           |  |
| Mazzocchi 48’ | Marcatori |  |

| Arbitro: | Massa (Imperia) |

|           |           |                           |
| Nzola 35’ | Marcatori | 14’ Milenković 90’ Cabral |

| Arbitro: | Fabbri (Ravenna) |

|                          |           |             |
| Hernández 21’ Giroud 89’ | Marcatori | 59’ Maldini |

| Arbitro: | Piccinini (Forlì) |

|          |           |            |
| Reca 33’ | Marcatori | 43’ Lovric |

| Arbitro: | Maresca (Napoli) |

|           |           |                |
| Verdi 30’ | Marcatori | 53’, 69’ Nzola |

| Arbitro: | Giua (Olbia) |

|                    |           |                           |
| Gyasi 8’ Nzola 31’ | Marcatori | 77’ Højlund 90+2’ Pašalić |

| La Spezia 8 gennaio 2023, ore 15:00 CET 17ª giornata | Spezia          | 0 – 0 referto | Lecce | Stadio Alberto Picco\| Arbitro: \| Chiffi (Padova) \| |
| Arbitro:                                             | Chiffi (Padova) |               |       |                                                       |

| Arbitro: | Ghersini (Genova) |

|  |           |                  |
|  | Marcatori | 28’ (rig.) Nzola |

| Arbitro: | Sozza (Seregno) |

|  |           |                             |
|  | Marcatori | 45’ El Shaarawy 49’ Abraham |

#### Girone di ritorno
| Arbitro: | Massimi (Termoli) |

|                        |           |  |
| Posch 37’ Orsolini 77’ | Marcatori |  |

| Arbitro: | Di Bello (Brindisi) |

|  |           |                                           |
|  | Marcatori | 47’ (rig.) Kvaratskhelia 68’, 73’ Osimhen |

| Arbitro: | Giua (Olbia) |

|                             |           |                       |
| Cambiaghi 71’ Vignato 90+4’ | Marcatori | 25’ (rig.), 31’ Verde |

| Arbitro: | La Penna (Roma 1) |

|  |           |                       |
|  | Marcatori | 32’ Kean 66’ Di María |

| Arbitro: | Marchetti (Ostia Lido) |

|                      |           |               |
| Beto 22’ Pereyra 55’ | Marcatori | 6’, 72’ Nzola |

| La Spezia 5 marzo 2023, ore 12:30 CET 25ª giornata | Spezia          | 0 – 0 referto | Verona | Stadio Alberto Picco\| Arbitro: \| Doveri (Roma 1) \| |
| Arbitro:                                           | Doveri (Roma 1) |               |        |                                                       |

| Arbitro: | Marinelli (Tivoli) |

|                              |           |                   |
| Maldini 55’ Nzola 87’ (rig.) | Marcatori | 83’ (rig.) Lukaku |

| Arbitro: | Ghersini (Genova) |

|                    |           |  |
| Berardi 71’ (rig.) | Marcatori |  |

| Arbitro: | Orsato (Schio) |

|                |           |                    |
| Shomurodov 70’ | Marcatori | 43’ (aut.) Caldara |

| Arbitro: | Dionisi (L'Aquila) |

|                       |           |           |
| Wiśniewski 25’ (aut.) | Marcatori | 32’ Nzola |

| Arbitro: | Orsato (Schio) |

|  |           |                                                        |
|  | Marcatori | 36’ (rig.) Immobile 52’ Felipe Anderson 89’ M. Antônio |

| Arbitro: | Maresca (Napoli) |

|            |           |           |
| Amione 23’ | Marcatori | 59’ Verde |

| Arbitro: | Rapuano (Rimini) |

|  |           |                                  |
|  | Marcatori | 21’ Ciurria 90+4’ Carlos Augusto |

| Arbitro: | Marinelli (Tivoli) |

|                                       |           |                        |
| De Roon 32’ Zappacosta 48’ Muriel 54’ | Marcatori | 18’ Gyasi 64’ Bourabia |

| Arbitro: | Guida (Torre Annunziata) |

|                         |           |  |
| Ciofani 41’ Vásquez 77’ | Marcatori |  |

| Arbitro: | Doveri (Roma 1) |

|                             |           |  |
| Wiśniewski 75’ Esposito 85’ | Marcatori |  |

| Lecce 21 maggio 2023, ore 12:30 CEST 36ª giornata | Lecce             | 0 – 0 referto | Spezia | Stadio Via del Mare (26 022 spett.)\| Arbitro: \| Mariani (Aprilia) \| |
| Arbitro:                                          | Mariani (Aprilia) |               |        |                                                                        |

| Arbitro: | Guida (Torre Annunziata) |

|  |           |                                                        |
|  | Marcatori | 24’ (aut.) Wiśniewski 72’ Ricci 76’ Ilić 90+6’ Karamoh |

| Arbitro: | Maresca (Napoli) |

|                                  |           |             |
| Zalewski 43’ Dybala 90+1’ (rig.) | Marcatori | 6’ Nikolaou |

#### Spareggio
| Arbitro: | Orsato (Schio) |

|            |           |                            |
| Ampadu 15’ | Marcatori | 5’ Faraoni 26’, 38’ Ngonge |

### Coppa Italia
| Arbitro: | Meraviglia (Pistoia) |

|                                                                |           |            |
| Nzola 43’, 76’ (rig.) Verde 60’ (rig.) Strelec 71’ Maldini 90’ | Marcatori | 55’ Blanco |

| Arbitro: | La Penna (Roma 1) |

|                            |           |             |
| Strelec 20’, 86’ Verde 55’ | Marcatori | 90+3’ Moreo |

### Fase finale
| Arbitro: | Colombo (Como) |

|                                                             |           |                     |
| Lookman 10’, 12’ Hateboer 26’ Højlund 72’ Ampadu 90’ (aut.) | Marcatori | 14’ Ekdal 38’ Verde |

## Statistiche

### Statistiche di squadra
| Competizione | Punti | In casa | In casa | In casa | In casa | In casa | In casa | In trasferta | In trasferta | In trasferta | In trasferta | In trasferta | In trasferta | Totale | Totale | Totale | Totale | Totale | Totale | DR  |
| Competizione | Punti | G       | V       | N       | P       | Gf      | Gs      | G            | V            | N            | P            | Gf           | Gs           | G      | V      | N      | P      | Gf     | Gs     | DR  |
| ------------ | ----- | ------- | ------- | ------- | ------- | ------- | ------- | ------------ | ------------ | ------------ | ------------ | ------------ | ------------ | ------ | ------ | ------ | ------ | ------ | ------ | --- |
| Serie A      | 31    | 19      | 4       | 8       | 7       | 18      | 30      | 19           | 2            | 5            | 12           | 13           | 32           | 38     | 6      | 13     | 19     | 31     | 62     | -31 |
| Coppa Italia | -     | 2       | 2       | 0       | 0       | 7       | 2       | 1            | 0            | 0            | 1            | 2            | 5            | 3      | 2      | 0      | 1      | 9      | 7      | +2  |
| Totale       | -     | 21      | 6       | 8       | 7       | 25      | 32      | 20           | 2            | 5            | 13           | 15           | 37           | 41     | 8      | 13     | 20     | 40     | 69     | -29 |

### Andamento in campionato
| Giornata  | 1 | 2  | 3  | 4  | 5  | 6  | 7  | 8  | 9  | 10 | 11 | 12 | 13 | 14 | 15 | 16 | 17 | 18 | 19 | 20 | 21 | 22 | 23 | 24 | 25 | 26 | 27 | 28 | 29 | 30 | 31 | 32 | 33 | 34 | 35 | 36 | 37 | 38 |
| --------- | - | -- | -- | -- | -- | -- | -- | -- | -- | -- | -- | -- | -- | -- | -- | -- | -- | -- | -- | -- | -- | -- | -- | -- | -- | -- | -- | -- | -- | -- | -- | -- | -- | -- | -- | -- | -- | -- |
| Luogo     | C | T  | C  | T  | C  | T  | C  | T  | T  | C  | T  | C  | T  | C  | T  | C  | C  | T  | C  | T  | C  | T  | C  | T  | C  | C  | T  | C  | T  | C  | T  | C  | T  | T  | C  | T  | C  | T  |
| Risultato | V | P  | N  | P  | N  | P  | V  | P  | P  | N  | P  | P  | P  | N  | V  | N  | N  | V  | P  | P  | P  | N  | P  | N  | N  | V  | P  | N  | N  | P  | N  | P  | P  | P  | V  | N  | P  | P  |
| Posizione | 1 | 10 | 10 | 13 | 13 | 14 | 12 | 12 | 15 | 15 | 16 | 16 | 16 | 17 | 17 | 16 | 16 | 15 | 15 | 17 | 17 | 17 | 17 | 17 | 17 | 17 | 17 | 17 | 17 | 17 | 17 | 17 | 17 | 18 | 17 | 17 | 17 | 18 |

Fonte:  Serie A – Classifica, su legaseriea.it.
Legenda:

Luogo: C = Casa; T = Trasferta. Risultato: V = Vittoria; N = Pareggio; P = Sconfitta.